# Preserje (gmina Braslovče)
Preserje – wieś w Słowenii, w gminie Braslovče. 1 stycznia 2017 liczyła 105 mieszkańców.